# Charles Gibier
Charles Gibier, né le 24 décembre 1849 à Artenay (Loiret) et mort le 3 avril 1931 à Versailles (ancien département de Seine-et-Oise) est un prélat catholique français, évêque de Versailles de 1906 à sa mort.

## Biographie
Charles Henri Célestin Gibier est né en 1849. Fils de paysans, il reçoit sa formation au petit puis au grand séminaire d'Orléans, diocèse pour lequel il est ordonné prêtre le 7 juin 1873. Il commence sa carrière ecclésiastique en tant que vicaire à Fay-aux-Loges, puis à Pithiviers. C'est en 1879 qu'il devient vicaire à l'église Saint-Paterne d'Orléans, où il est remarqué par l'évêque, si bien qu'il est nommé curé de cette même paroisse en 1888. Il cherche à mettre en place une nouvelle organisation de sa paroisse, en la découpant en zones confiées à ses vicaires. Réputé pour ses conférences, il fait transformer une usine en un auditorium capable d'accueillir 1 800 personnes.  
Il n'accède à l'épiscopat qu'après la séparation de l'Église et de l'État : il est nommé évêque de Versailles, le 21 février 1906. Il reçoit la consécration épiscopale des mains de  du pape Pie X, le 25 février 1906. À Versailles, Gibier reproduit l'action pastorale qu'il avait menée à Orléans. Il fait construire des églises et des salles paroissiales, est proche de ses fidèles, auxquels il s'adresse dans un style populaire. Il encourage les initiatives, répondant aux enjeux de son époque, en encourageant la vie commune des prêtres ou encore le syndicalisme catholique. Le caractère social de son action est manifesté par la fondation en 1912 de l'Action sociale de Seine-et-Oise. Cette organisation joue un rôle important lors de la Première Guerre mondiale et son utilité publique est reconnue lorsque son directeur reçoit la Légion d'honneur en 1921.  

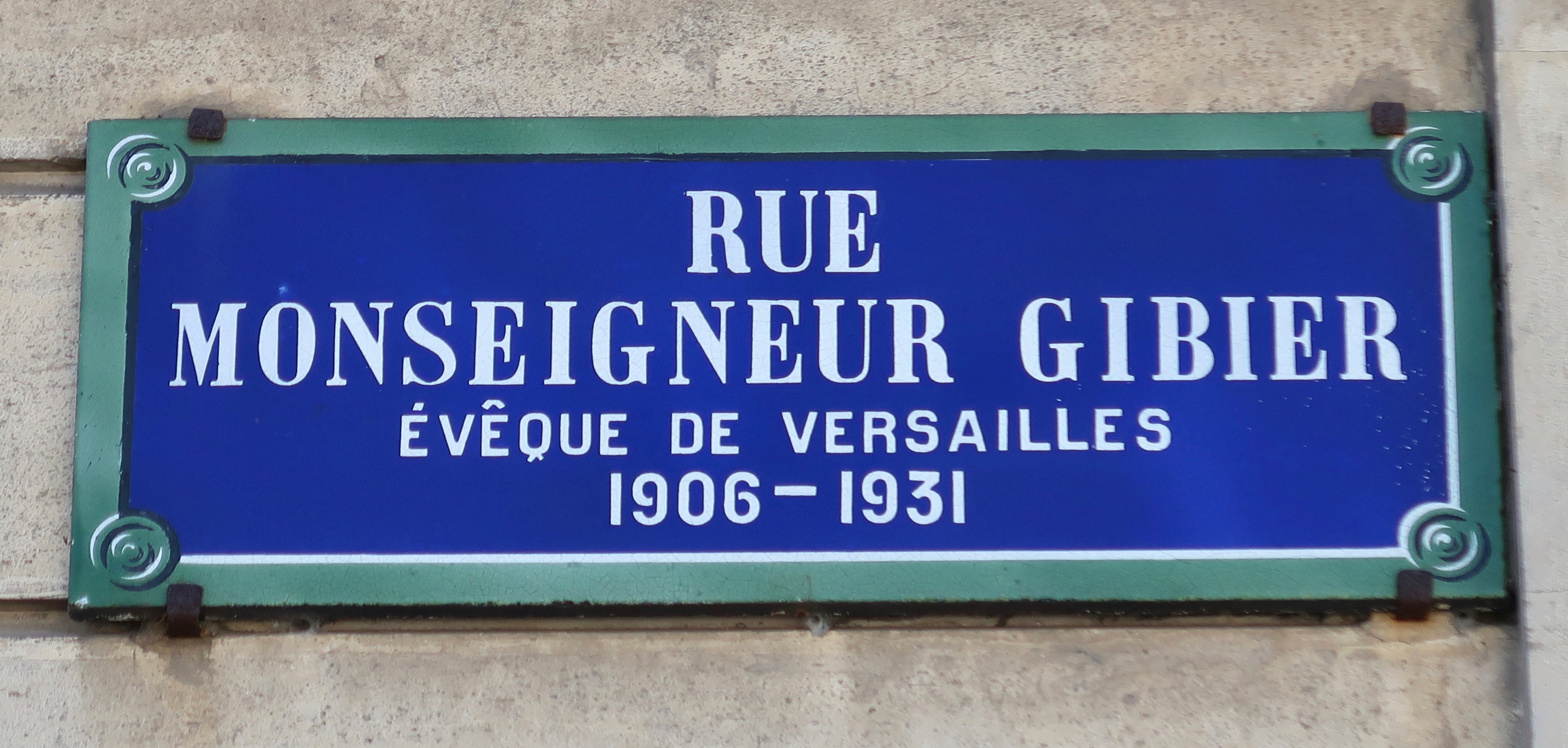
Plaque de la rue Monseigneur-Gibier à Versailles.

Gibier n'est pas hostile à la République mais cherche à réconcilier l'Église avec elle. Il joue un rôle dans l'aboutissement des négociations entre la France et le Saint-Siège dans les années 1920.
Le 14 novembre 1908, il bénit l'union du prince Pierre d'Orléans-Bragance avec la comtesse tchèque Élisabeth Dobrzensky de Dobrzenicz en l'église Notre-Dame de Versailles. En 1926, il érige canoniquement la chapelle de secours de Saint-Michel de Porchefontaine en église paroissiale, sous le nom de Saint-Michel-Archange.

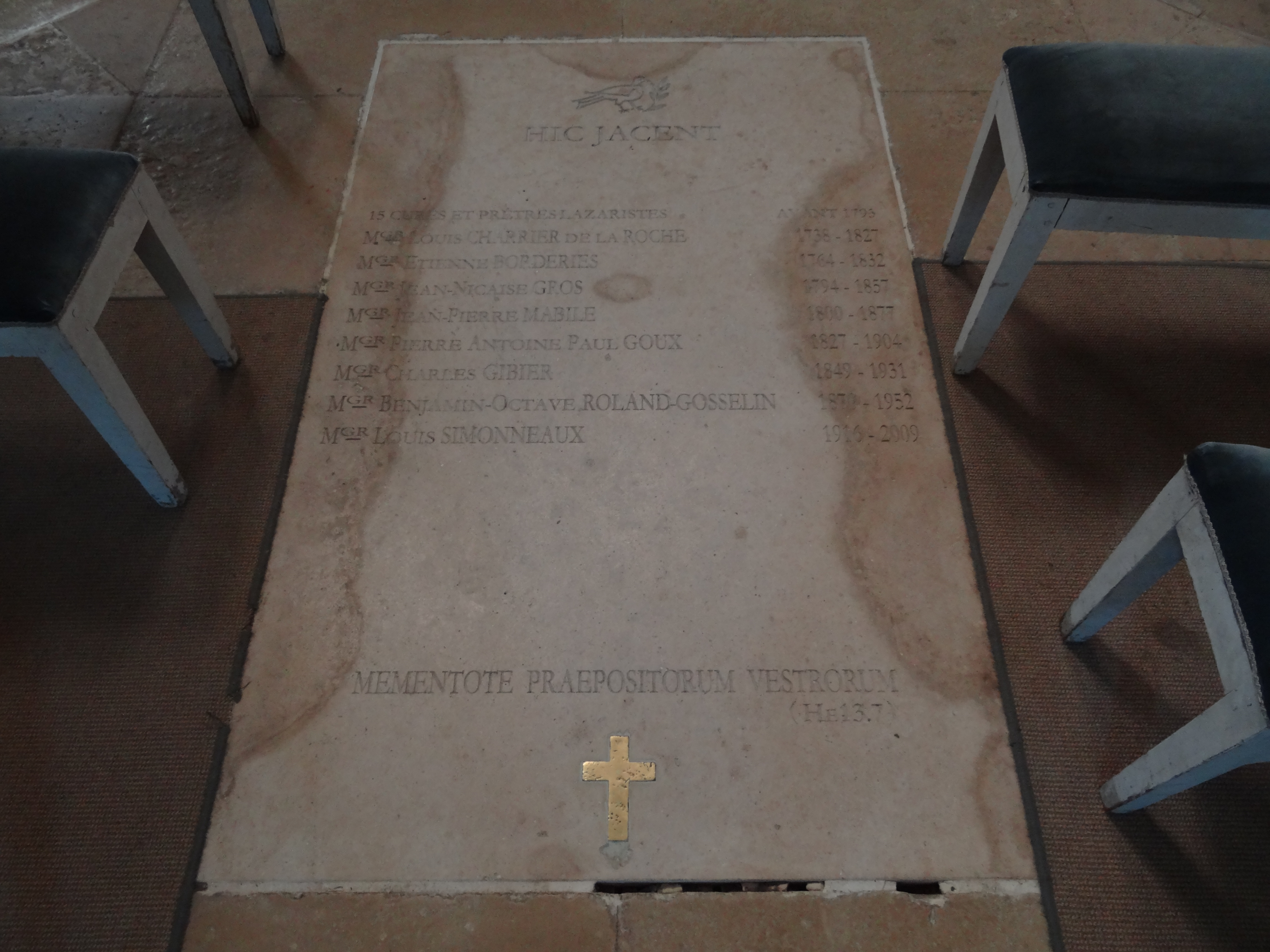
Vue de l'entrée du caveau des évêques de Versailles dans la cathédrale Saint-Louis de Versailles (Yvelines).

Les dernières années de sa vie sont marquées par la maladie. En 1926, le pape Pie XI nomme à sa demande Benjamin-Octave Roland-Gosselin coadjuteur pour l'aider dans son ministère. Charles Gibier meurt en charge le 3 avril 1931, à Versailles et c'est Roland-Gosselin qui lui succède. Son corps est déposés dans le caveau des évêques dans le chœur de la cathédrale de Versailles.

## Distinctions
- Chevalier de la Légion d'honneur (1er septembre 1923)[4]
- Médaille commémorative de la guerre 1870–1871
- Commandeur de l'ordre de Léopold